# Temple mormon de Freiberg
Le temple mormon de Freiberg est un temple de l’Église de Jésus-Christ des saints des derniers jours situé à Freiberg, dans le Land de Saxe, en Allemagne. Il a été inauguré le 29 juin 1985.

## À noter
Jusqu’à la chute du régime communiste, ce temple était le seul situé en République démocratique allemande.